# アウディ・F103
アウディ・F103は旧西ドイツの自動車メーカー、アウトウニオンが1965年から1972年まで生産した乗用車の型式名称である。ベースとなったのはDKW・F102で、エンジンがDKW伝統の2サイクル3気筒から、ダイムラー・ベンツが設計に関与した4サイクル4気筒に改められたのが最大の相違点である。このモデルの登場でDKWの車名が消滅し、第二次世界大戦後初めてアウディの名称が復活した。 

## バリエーション
デビュー当初は単に「アウトウニオン・アウディ」と呼ばれたが、後に各モデルはエンジン出力の数字を示すサブネームが与えられることになり、最初のモデルはアウディ・72となり、翌1966年にはよりパワフルなアウディ・80（1972年に登場する後継モデルのB1系80とは別物）及びアウディ・スーパー90が追加され、1968年には廉価版のアウディ・60が追加された。1969年には「72」と「80」がアウディ・75に統合され、B1系にバトンタッチされる1972年まで生産された。2・4ドアセダンと2ドアワゴンがあった。

## メカニズム
4サイクル直列4気筒エンジンを縦置きエンジンするFFで、このレイアウトは1970年代以降のアウディ車やフォルクスワーゲン・パサートにも長く継承された。
ベースとなった2サイクル3気筒のDKW・F102と比較してエンジンが長いため、エンジン本体を40度右に傾けて搭載し、ラジエーターや冷却ファンは空いたエンジン左側の空間に片寄せて配置されている。エンジンは1958年から1964年までアウトウニオンの大株主であったダイムラー・ベンツの開発で、11.2:1という異例に高い圧縮比を持つことが特徴で、通常のガソリンエンジンとディーゼルエンジンの中間的な圧縮比であるとして、「Mitteldruckmotor」（medium pressure engines）エンジンと呼ばれた。80以降はより低い圧縮比に改められた。
ギアボックスは通常の4速MTで、前輪ブレーキはインボード式のディスクブレーキであった。

## 日本での販売
当初はDKWを長年販売していた老舗ディーラーの日本自動車が、1967年以降はアウトウニオンが1964年にフォルクスワーゲン傘下に入ったことからVW総代理店のヤナセが輸入販売を行った。メカニズムが複雑であるため、当時ライバルであったオペル・レコルトやフォード・タウヌスより価格設定が高く、販売は不振であった。ヤナセ自身も、当時はより上級で設計年次も新しい初代100シリーズの販売に注力していた。